# Braçalet antiestàtic

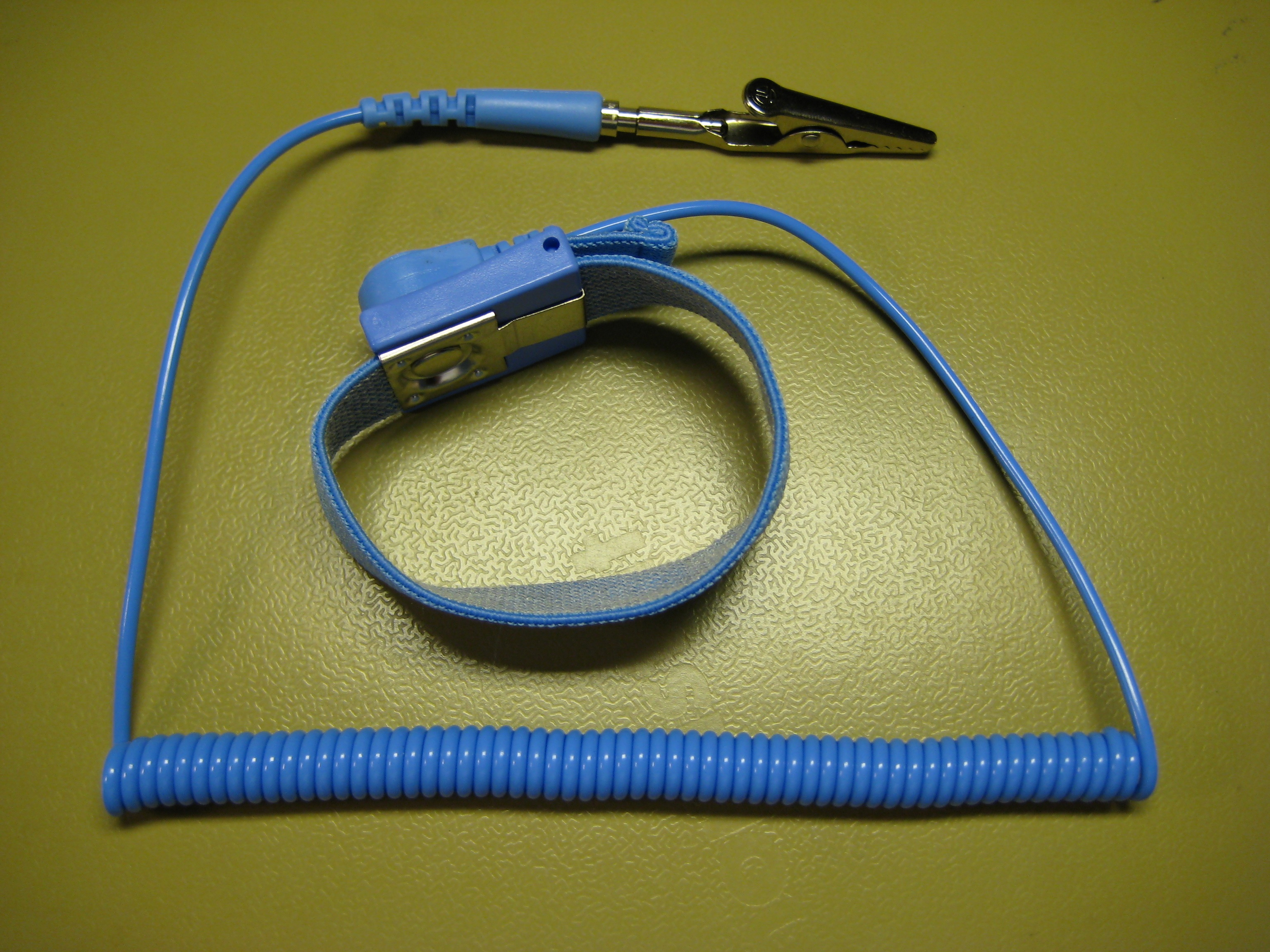
Una corretja de canell amb una pinça de cocodril

Un braçalet antiestàtic consisteix en una cinta amb un velcro per fixar-la al canell connectada a un cable de presa de terra que permet descarregar qualsevol acumulació d'electricitat estàtica en el cos d'un operari d'equips sensibles.
El braçalet porta una resistència d'1 MOhm, connectada en sèrie per limitar el corrent de curtcircuit, protegint a l'usuari si toqués qualsevol aparell o component connectats a la xarxa elèctrica.

## Galeria

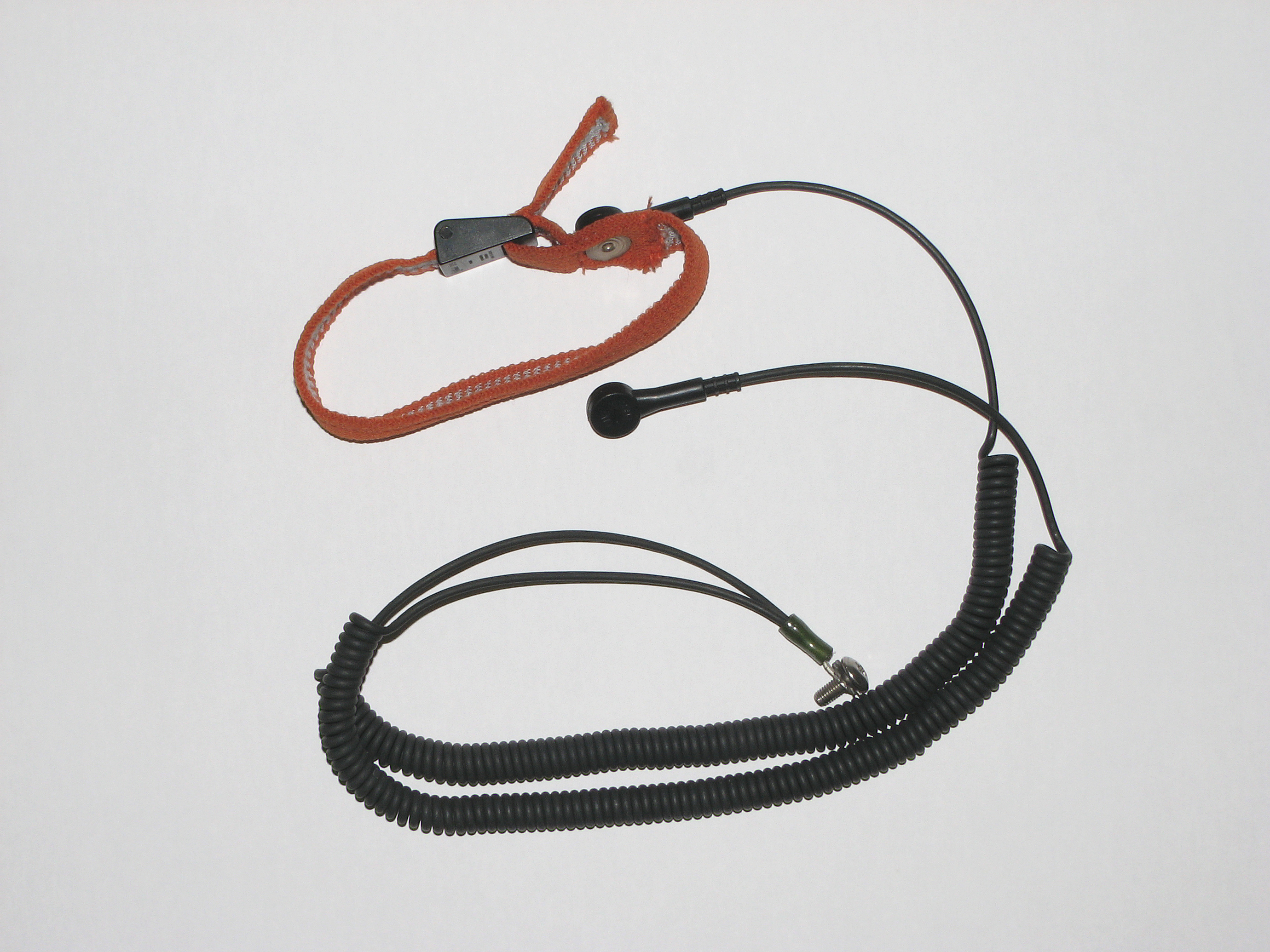
Cinta per a ús fix.
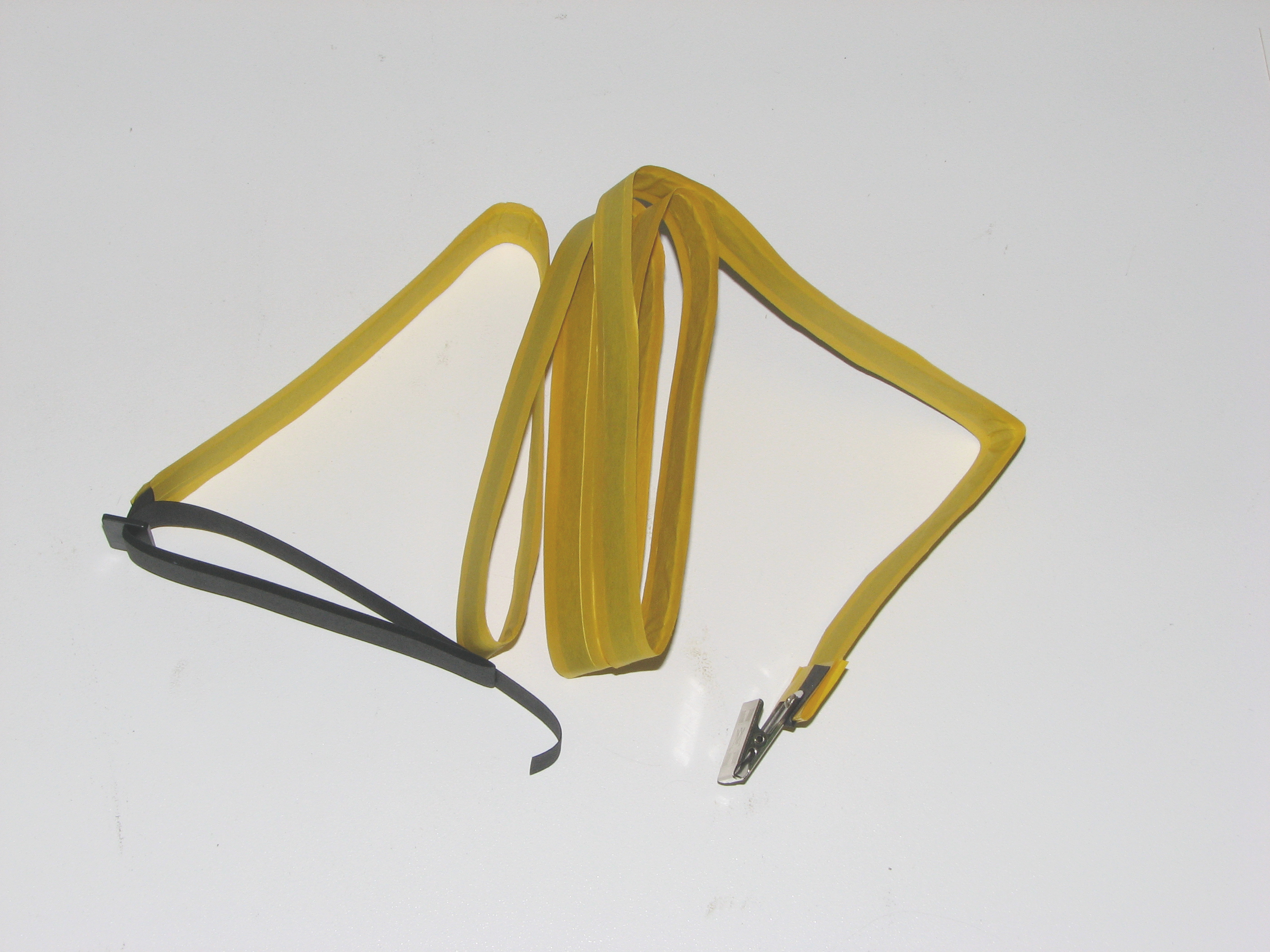
Cinta per a ús esporàdic.